# Coupe Banque Nationale 2018 - Qualificazioni singolare
Le qualificazioni del singolare femminile del Coupe Banque Nationale 2018 sono state un torneo di tennis preliminare per accedere alla fase finale della manifestazione. Le vincitrici dell'ultimo turno sono entrate di diritto nel tabellone principale. In caso di ritiro di una o più giocatrici aventi diritto a queste sono subentrati le lucky loser, ossia le giocatrici che hanno perso nell'ultimo turno ma che avevano una classifica più alta rispetto alle altre partecipanti che avevano comunque perso nel turno finale.

## Teste di serie
1. Dalila Jakupovič (ultimo turno)
2. Marie Bouzková (qualificata)
3. Sesil Karatantcheva (qualificata)
4. Lauren Davis (ultimo turno)
5. Asia Muhammad (ritirata)
6. Tereza Martincová (qualificata)

1. Victoria Duval (qualificata)
2. Jessica Pegula (qualificata)
3. Jovana Jakšić (primo turno)
4. Maria Sanchez (ritirata)
5. Emina Bektas (primo turno)
6. Maria Mateas (ultimo turno)

## Qualificate
1. Victoria Duval
2. Marie Bouzková
3. Sesil Karatantcheva

1. Jessica Pegula
2. Gabriela Dabrowski
3. Tereza Martincová

## Tabellone

### Legenda
| - Q = Qualificato - WC = Wild card - LL = Lucky loser | - ALT = Alternate - SE = Special Exempt - PR = Protected Ranking | - w/o = Walkover - r = Ritirato - d = Squalificato |

### Sezione 1
|  | Primo turno | Primo turno      | Primo turno      | Primo turno | Primo turno |  |  | Ultimo turno | Ultimo turno     | Ultimo turno | Ultimo turno | Ultimo turno |  |
|  |             |                  |                  |             |             |  |  |              |                  |              |              |              |  |
|  | 1           | Dalila Jakupovič | Dalila Jakupovič | 6           | 6           |  |  |              |                  |              |              |              |  |
|  |             | Sophie Chang     | Sophie Chang     | 1           | 1           |  |  | 1            | Dalila Jakupovič | 6            | 4            | 3            |  |
|  |             | Nika Kukharchuk  | Nika Kukharchuk  | 2           | 2           |  |  | 7            | Victoria Duval   | 2            | 6            | 6            |  |
|  | 7           | Victoria Duval   | Victoria Duval   | 6           | 6           |  |  |              |                  |              |              |              |  |

### Sezione 2
|  | Primo turno | Primo turno      | Primo turno      | Primo turno | Primo turno |  |  | Ultimo turno | Ultimo turno   | Ultimo turno   | Ultimo turno | Ultimo turno |  |
|  |             |                  |                  |             |             |  |  |              |                |                |              |              |  |
|  | 2           | Marie Bouzková   | Marie Bouzková   | 6           | 7           |  |  |              |                |                |              |              |  |
|  | WC          | Carson Branstine | Carson Branstine | 2           | 5           |  |  | 2            | Marie Bouzková | Marie Bouzková | 6            | 6            |  |
|  | WC          | Jada Bui         | Jada Bui         | 4           | 1           |  |  | 12           | Maria Mateas   | Maria Mateas   | 3            | 2            |  |
|  | 12          | Maria Mateas     | Maria Mateas     | 6           | 6           |  |  |              |                |                |              |              |  |

### Sezione 3
|  | Primo turno | Primo turno         | Primo turno | Primo turno | Primo turno |  |  | Ultimo turno | Ultimo turno        | Ultimo turno | Ultimo turno | Ultimo turno |  |
|  |             |                     |             |             |             |  |  |              |                     |              |              |              |  |
|  | 3           | Sesil Karatantcheva | 1           | 6           | 7           |  |  |              |                     |              |              |              |  |
|  | PR          | Michaëlla Krajicek  | 6           | 3           | 64          |  |  | 3            | Sesil Karatantcheva | 6            | 2            |              |  |
|  |             | Kayla Day           | 65          | 6           | 6           |  |  |              | Kayla Day           | 2            | 0            | r            |  |
|  | Alt         | Sabrina Santamaria  | 7           | 4           | 3           |  |  |              |                     |              |              |              |  |

### Sezione 4
|  | Primo turno | Primo turno     | Primo turno     | Primo turno | Primo turno |  |  | Ultimo turno | Ultimo turno   | Ultimo turno | Ultimo turno | Ultimo turno |  |
|  |             |                 |                 |             |             |  |  |              |                |              |              |              |  |
|  | 4           | Lauren Davis    | 6               | 2           | 6           |  |  |              |                |              |              |              |  |
|  |             | Amanda Rodgers  | 4               | 6           | 0           |  |  | 4            | Lauren Davis   | 4            | 6            | 2            |  |
|  |             | Jacqueline Cako | Jacqueline Cako | 4           | 2           |  |  | 8            | Jessica Pegula | 6            | 2            | 6            |  |
|  | 8           | Jessica Pegula  | Jessica Pegula  | 6           | 6           |  |  |              |                |              |              |              |  |

### Sezione 5
|  | Primo turno | Primo turno        | Primo turno        | Primo turno | Primo turno |  |  | Ultimo turno | Ultimo turno       | Ultimo turno       | Ultimo turno | Ultimo turno |  |
|  |             |                    |                    |             |             |  |  |              |                    |                    |              |              |  |
|  | Alt         | Jennifer Elie      | Jennifer Elie      | 7           | 6           |  |  |              |                    |                    |              |              |  |
|  | WC          | Alexandra Vagramov | Alexandra Vagramov | 65          | 3           |  |  | Alt          | Jennifer Elie      | Jennifer Elie      | 1            | 6(1)         |  |
|  | WC          | Gabriela Dabrowski | 0                  | 6           | 6           |  |  | WC           | Gabriela Dabrowski | Gabriela Dabrowski | 6            | 7            |  |
|  | 9           | Jovana Jakšić      | 6                  | 4           | 4           |  |  |              |                    |                    |              |              |  |

### Sezione 6
|  | Primo turno | Primo turno       | Primo turno       | Primo turno | Primo turno |  |  | Ultimo turno | Ultimo turno      | Ultimo turno      | Ultimo turno | Ultimo turno |  |
|  |             |                   |                   |             |             |  |  |              |                   |                   |              |              |  |
|  | 6           | Tereza Martincová | Tereza Martincová | 7           | 7           |  |  |              |                   |                   |              |              |  |
|  |             | Lucie Hradecká    | Lucie Hradecká    | 5           | 5           |  |  | 6            | Tereza Martincová | Tereza Martincová | 6            | 6            |  |
|  |             | Katherine Sebov   | Katherine Sebov   | 6           | 6           |  |  |              | Katherine Sebov   | Katherine Sebov   | 2            | 0            |  |
|  | 11          | Emina Bektas      | Emina Bektas      | 2           | 4           |  |  |              |                   |                   |              |              |  |